# カナダ軍最高司令官
カナダ軍最高司令官（カナダぐんさいこうしれいかん 英: Commander-in-Chief of the Canadian Forces 仏: Commandant en Chef des Forces Canadiennes）は、カナダ軍における最高の指揮権者を意味する。憲法上、カナダ国王が権限を有するが、通常は、その代理であるカナダ総督が代行し、最高司令官(Commander-in-Chief)を称している。
1867年英領北アメリカ法は、カナダにおける陸海軍並びに陸上及び海上の民兵は、国王の指揮に服することを示した。1904年になると民兵法の制定により、カナダにおける軍事上の最高司令官(Command-in-Chief of the Militia)は国王の代理である総督に移され、1905年には総督特許状もそのように改められた。軍の拡大後も、国王が最高司令官の地位にあり続けた。司令官の名称は、1910年の海軍省の設立に伴い、'民兵及び海上兵力最高司令官'(Commander-in-Chief of the Militia and Naval Forces)となり、1918年のカナダ空軍設立後は'民兵及び海空軍最高司令官'(Commander-in-Chief of the Militia and Naval and Air Forces)、1947年には'総督職及び全カナダ最高司令官'(Office of Governor General and Commander-in-Chief in and over Canada)に変更されている。1968年のカナダ軍の統合軍化の改革に際しても、軍最高位であることが継続された。
現在では、事実上、最高司令官の職務は象徴的・儀礼的なものであり、実際の指揮権はカナダの内閣が保持している。最高司令官の職務としては、内閣の承認のもとに、軍旗や部隊章、栄典の授与のほか、王立カナダ連隊の名誉連隊保有者に関する事項や参謀総長の任命、将兵及びその家族の激励等となっている。また宣戦布告文書への署名もその職務にある。

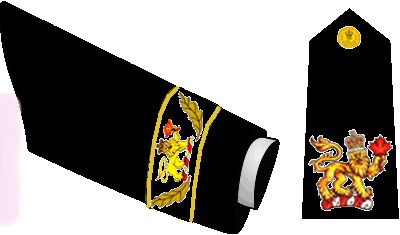
海軍用最高司令官階級章
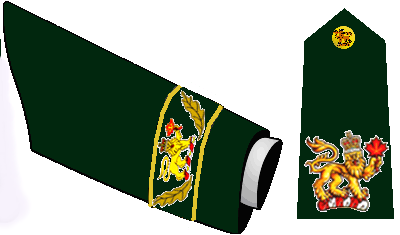
陸軍用最高司令官階級章
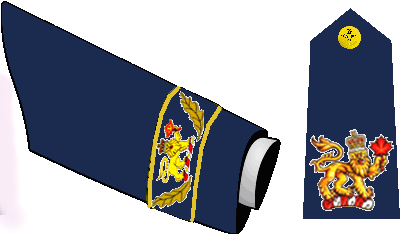
空軍用最高司令官階級章